# Nizina Jańsko-Indygirska
Nizina Jańsko-Indygirska (ros. Яно-Индигирская Низменность) – nizina w azjatyckiej części Rosji (Jakucja).
Leży nad morzami Łaptiewów i Wschodniosyberyjskim; rozciąga się na długości ok. 600 km pomiędzy zatoką Buor-Chaja na zachodzie a dolnym biegiem Indygirki na wschodzie; od południa ograniczona górami Czerskiego i Połousny Kriaż.
Zbudowana z osadów morskich i rzecznych oraz lodu kopalnego. Powierzchnia równinna, występują ostańce o wysokości do 500 m. Klimat subpolarny, średnie temperatury stycznia -32 °C (na wybrzeżu) i -36 °C (w głębi lądu); średnie temperatury lipca odpowiednio 0 °C i -12 °C; wieczna zmarzlina na całej powierzchni. Gleby tundrowe, torfowo-glejowe; roślinność tundrowa. Gęsta sieć rzeczna (główne rzeki: Omołoj, Jana, Chroma, Biorioloch, Indygirka); kilkadziesiąt tysięcy jezior (m.in. jezioro Chajyr); rozległe bagna.
Słabo zaludniona, główne miejscowości: Ust'-Jansk, Czokurdach.
W północnej części niziny znajduje się Park Narodowy „Kytałyk”.